# أزمي تورغوت
أزمي تورغوت (بالتركية: Azmi Turgut)‏ مواليد 25 فبراير 1988 في بودروم، هو لاعب كرة سلة تركي. بدأ مسيرته الاحترافية في سنة 2006. يلعب في الدوري التركي لكرة السلة كلاعب هجوم خلفي. يبلغ طوله 6 قدم 0 بوصة (1.8 م).

## المسيرة الاحترافية
لعب مع بشكتاش لكرة السلة في الدوري التركي في موسم 2006–2007، ثم لعب مع توركو كونياسبور في موسم 2007–2008، ثم لعب مع بشكتاش لكرة السلة في الدوري التركي في موسم 2008–2009، ثم لعب مع نادي داروشافاكا لكرة السلة في موسم 2010–2011، ثم لعب مع أوشاك سبورتيف في الدوري التركي في موسم 2011–2012، ثم لعب مع إردميرسبور في سنة 2012.

## روابط خارجية
- أزمي تورغوت على موقع الدوري الأوروبي لكرة السلة (الإنجليزية)
- أزمي تورغوت على موقع كرة السلة الأوروبية.كوم (الإنجليزية)
- أزمي تورغوت على موقع ريلجم (الإنجليزية)
- أزمي تورغوت على موقع بروبوليرز (الإنجليزية)
- أزمي تورغوت على موقع سبورتس رفرنس (الإنجليزية)